# P/2015 A3 PANSTARRS
P/2015 A3 (PANSTARRS) è una cometa periodica a breve periodo. Farebbe parte della famiglia delle comete gioviane se non avesse un'orbita retrograda, una caratteristica per una cometa a breve periodo condivisa solo da una manciata di altre comete. Per questo motivo è stata inserita nella famiglia delle comete halleidi. La sua orbita ha una piccola MOID con il pianeta Marte.